# Morświnek bezpłetwy
Morświnek bezpłetwy, morświn bezpłetwy, morświn bezpióry, morświn azjatycki (Neophocaena phocaenoides) – gatunek ssaka  z rodziny morświnowatych (Phocaenidae).

## Występowanie i biotop
Ciepłe wody słodkie i morskie wzdłuż południowych wybrzeży Azji od Zatoki Perskiej do Morza Wschodniochińskiego i wybrzeży Japonii oraz na południe od Półwyspu Malajskiego po Sumatrę i Jawę. Preferuje obszary mieszania się wody słodkiej ze słoną. Wpływa do rzek – w Jangcy stwierdzono jego obecność w odległości 1600 km od ujścia rzeki.

## Charakterystyka ogólna

### Wygląd
Niewielki waleń z zaokrągloną głową bez wyraźnego dzioba. Osiąga długość do 170 cm przy wadze ok. 70 kg. Nie posiada płetwy grzbietowej. Ciało ciemne – czarne lub szare – spodem nieco jaśniejsze.

### Tryb życia
Pływają samotnie, w parach (matka-dziecko lub samiec-samica) lub małych zgrupowaniach, o prawdopodobnie luźnych więziach socjalnych. Żywią się rybami, krewetkami i kałamarnicami. Wśród morświnów bezpłetwych z Kiusiu zanotowano osobniki żyjące 25 lat.

### Rozród
Biologia rozrodu tego gatunku nie została dobrze poznana. Dojrzałość płciową osiągają pomiędzy 4 a 9 rokiem życia. Ciąża trwa 11 miesięcy.

## Zagrożenia i ochrona
Gatunek jest objęty konwencją waszyngtońską  CITES (załącznik I). W Czerwonej księdze gatunków zagrożonych Międzynarodowej Unii Ochrony Przyrody i Jej Zasobów został zaliczony do kategorii VU (narażony).